# Zr.Ms. Adolf Hertog van Nassau (1861)
De Zr.Ms. Adolf Hertog van Nassau was een Nederlands schroefstoomschip 1ste klasse. De bewapening bestond uit 1-60 ponder, 16-30 ponders, 12-20cm en 22-16cm kanonnen.
Eind 1864 kreeg de latere viceadmiraal Olke Arnoldus Uhlenbeck (1810-1888) het bevel over het schip. Op 15 oktober van dat jaar vertrok het van Vlissingen naar de Oost. Onderweg vond een aanvaring plaats met de Zweedse bark "Gustaaf", maar de averij was niet dusdanig dat de tocht niet voortgezet kon worden. Vanuit de Indische wateren maakte Uhlenbeck met zijn fregat onder meer tochten naar Rio de Janeiro en keerde in juli 1865 weer naar Nederland terug.
In het voorjaar van 1866 maakte de Adolf Hertog van Nassau een reis naar de Middellandse Zee, om de Nederlandse handelsbelangen in die regio te beschermen. Bij het uitbreken van de Zeven Weekse Oorlog (15 juni - 23 augustus 1866) werd het Nederlandse schip naar huis gedirigeerd. Na het einde van de vijandelijkheden vertrok het schip, nu onder bevel van kapitein-ter-zee Georg Pieter Jan Mossel (1813-1900), weer naar het Mediterrane gebied. 
Voordat het schip in in 1914 werd gesloopt heeft het nog vele jaren dienst gedaan als logementschip te Willemsoord in Den Helder.